# Patrick du Val
Patrick du Val (* 26. März 1903 in Cheadle Hulme, Cheshire; † 22. Januar 1987 in Cambridge) war ein englischer Mathematiker, der sich unter anderem mit Geometrie und algebraischer Geometrie beschäftigte.

## Leben
Du Val war ein kränklicher Jugendlicher und wurde von seiner Mutter unterrichtet (die Ehe der Eltern war geschieden) sowie über einen Fernkurs der University of London, den er 1926 mit Bestnoten abschloss. Neben mathematischen Interessen interessierte er sich auch für Sprachen und brachte sich beispielsweise norwegisch bei, um Henrik Ibsen zu lesen. 1927 begann er sein Studium am Trinity College der Cambridge University, wo er sich unter dem Einfluss von Henry Frederick Baker für algebraische Geometrie interessierte, worüber er auch bei Baker 1930 promoviert wurde (On Certain Configurations of Algebraic Geometry Having Groups of Self-Transformations Representable by Symmetry Groups of Certain Polygons). Seine Kommilitonen in Cambridge waren unter anderem Harold Scott MacDonald Coxeter, William Vallance Douglas Hodge und John Greenlees Semple, mit denen er befreundet war.
1930 wurde er für vier Jahre Fellow des Trinity College und reiste nach Rom, wo er mit Federigo Enriques arbeitete, und nach Princeton, wo er unter anderem Solomon Lefschetz, Hermann Weyl und Joseph Wedderburn hörte. 1936 bis 1941 war er Lecturer an der Universität Manchester und ging dann als Professor nach Istanbul, finanziert vom British Council. Er lernte die türkische Sprache und schrieb sogar ein Lehrbuch in Türkisch. Er unterrichtete noch in den USA an der University of Georgia und danach in England an der University of Bristol und ab 1953 am University College London, wo er bis zu seiner Emeritierung 1970 blieb und mit Semple das Geometrie-Seminar leitete. Danach ging er noch einmal drei Jahre auf seinen alten Posten in Istanbul, um sich dann endgültig in Cambridge in den Ruhestand zu begeben.
Er arbeitete unter anderem über algebraische Flächen, wo eine Singularität (ein Doppelpunkt) seinen Namen trägt.

## Schriften (Auswahl)
- On isolated singularities of surfaces which do not affect the conditions of adjunction. I, II, III, Proceedings of the Cambridge Philosophical Society, Band 30 (1934), S. 453, 460.
- On surfaces whose canonical system is hyperelliptic. In: Canadian Journal of Mathematics. Band 4 (1952), S. 204.
- Homographies, quaternions and rotations (Oxford Mathematical Monographs). Clarendon Press, Oxford 1964.
- Elliptic functions and elliptic curves (London Mathematical Society Lecture Note Series, No. 9). Cambridge University Press 1973.